# Joaquim Capdevila i Gaya
Joaquim Maria Capdevila i Gaya (Barcelona, 1944) és un orfebre i joier català, fill del pintor i també orfebre Manuel Capdevila i Massana. Estudià Belles Arts a l'Escola Massana de Barcelona i completà la seva formació al taller Lacambra de París. És un dels noms capdavanters de la joieria contemporània a Catalunya. La seva obra es troba recollida en museus d'arreu del món i ha estat convidat a participar en les exposicions de joieria contemporània més significatives del segle xx. La seva concepció de l'ofici emfatitza i posa en valor la vessant més artística, simbòlica i creativa de la joia.
Compromès amb la llengua i la cultura catalanes, ha col·laborat professionalment en el disseny i la realització d'un gran nombre de distincions, entre les quals destaquen la Creu de Sant Jordi, la Medalla d'Or de la Generalitat de Catalunya, els Premis Nacionals de Cultura, la Medalla d'Honor del Parlament de Catalunya, el Premi Serra d'Or, el Premi de l'Institut de les Lletres Catalanes, el de l'Institut d'Estudis Catalans i el de la Universitat de Girona, els Premis Maria Canals, la Medalla d'Or del Gran Teatre del Liceu, la Medalla del Palau de la Música i de l'Orfeó Català, la Distinció Jaume Vicens Vives a la qualitat docent universitària instituïda per la Generalitat de Catalunya o el Premi Martí Gasull i Roig, entre d'altres.
| «                                                                    | Joaquim Capdevila és un creador que s' expressa mitjançant la joia com a llenguatge plàstic. L' arrel pictòrica traspua sovint en la seva obra (...) com la materialització d'un procés creatiu que fon el metall i la pintura. Capdevila, més enllà de ser joier i orfebre, és un artista de la joia, de la joia concebuda com a peça única, individual, personal, producte d'una emoció, una sensació, una vivència o un record, i adreçada a algú en concret. Un dels principals creadors i divulgadors de la Nova joia europea a Catalunya. | » |
| — Pilar Vélez, Butlletí XXX \| Acadèmia de Belles Arts de Sant Jordi | |   |

## Obra

### Exposicions individuals
- 1970 - 44 variacions sobre una forma seriada. Galeria AS, Barcelona[6]
- 1972 - Joaquim Capdevila. Galeria Trudl Fath, Göpingen
- 1978 - Schmuckobject. Galerie Am Graben, Viena[6]
- 1980 - Col·lecció "Sis fermalls". Galerie Eude, Barcelona[7]
- 2000 - Capdevila. Fermalls. Galeria d' Art Carmen Torrallardona. Andorra la Vella[7]
- 2004 - Joaquim Capdevila. Schluck-Schmuck. Galerie Slavik, Viena[7]
- 2005 - 60 ofrenes qüotidianes. Espai de joieria contemporània AI 65. Vilanova i la Geltrú (Catalunya)[7]

### Obres en museus i col·leccions
- Städtisches Museum, Schwäbisch Gmünd[8]
- Schmuckmuseum, Pforzheim[9]
- Royal Museums of Scotland, Edimburg[9]
- Museum für Kunst und Gewerbe, Hamburg[9]
- Museu de Montserrat, Catalunya[9]
- Museu del Disseny de Barcelona
- Musée Olympique, Lausana[9]
- Museu d'Arts Aplicades de Viena[9]
- Espace Solidor. Musée du Bijou Contemporain, Cagnes-sur-Mer[9]
- DMA Collection.Museu d' Art de Dallas. The Rose Asenbaum Collection[10]
- Col·lecció d' Art de l' AVUI, Catalunya[9]
- Nombroses col·leccions particulars a Europa i Amèrica, així com a entitats públiques i privades.[11]

## Premis i reconeixements
- 1968: Medalla d' Or de l' Estat de Baviera a l'exposició Form und Qualität de Múnic el 1968.[12]
- 1969: Premi de Joieria a la "Internationalen Kunsthandwerk", Stuttgart, el 1969[6]
- 1980: Premi de l' Associació Catalana de Crítics d' Art (ACCA), de joieria d' avantguarda.
- 1982: Guanya el concurs convocat pel Consell de Disseny de la Generalitat de Catalunya per la creació i realització de la Creu de Sant Jordi.[9]
- 2000: Premi Enjoia't 2000 de Barcelona
- 2001: Menció Especial del Premi Ciutat de Barcelona, en l'apartat de Disseny.[13]
- 2011: Guardó Anual del Col·legi de Joiers, Orfebres, Rellotgers i Gemmòlegs de Catalunya (JORGC)
- 2011: Medalla del Foment de les Arts i el Disseny 2011, en reconeixement del treball personal i a la seva trajectòria professional.[14]
- 2016: Acadèmic d' Honor de la Reial Acadèmia Catalana de Belles Arts de Sant Jordi (RACBA)[15]